# Myiarchus oberi
Myiarchus oberi е вид птица от семейство Tyrannidae.

## Разпространение
Видът е разпространен в Антигуа и Барбуда, Барбадос, Гваделупа, Доминика, Мартиника, Монсерат, Сейнт Китс и Невис, Сейнт Лусия и Сейнт Винсент и Гренадини.